# Belmont Castle (Perth and Kinross)

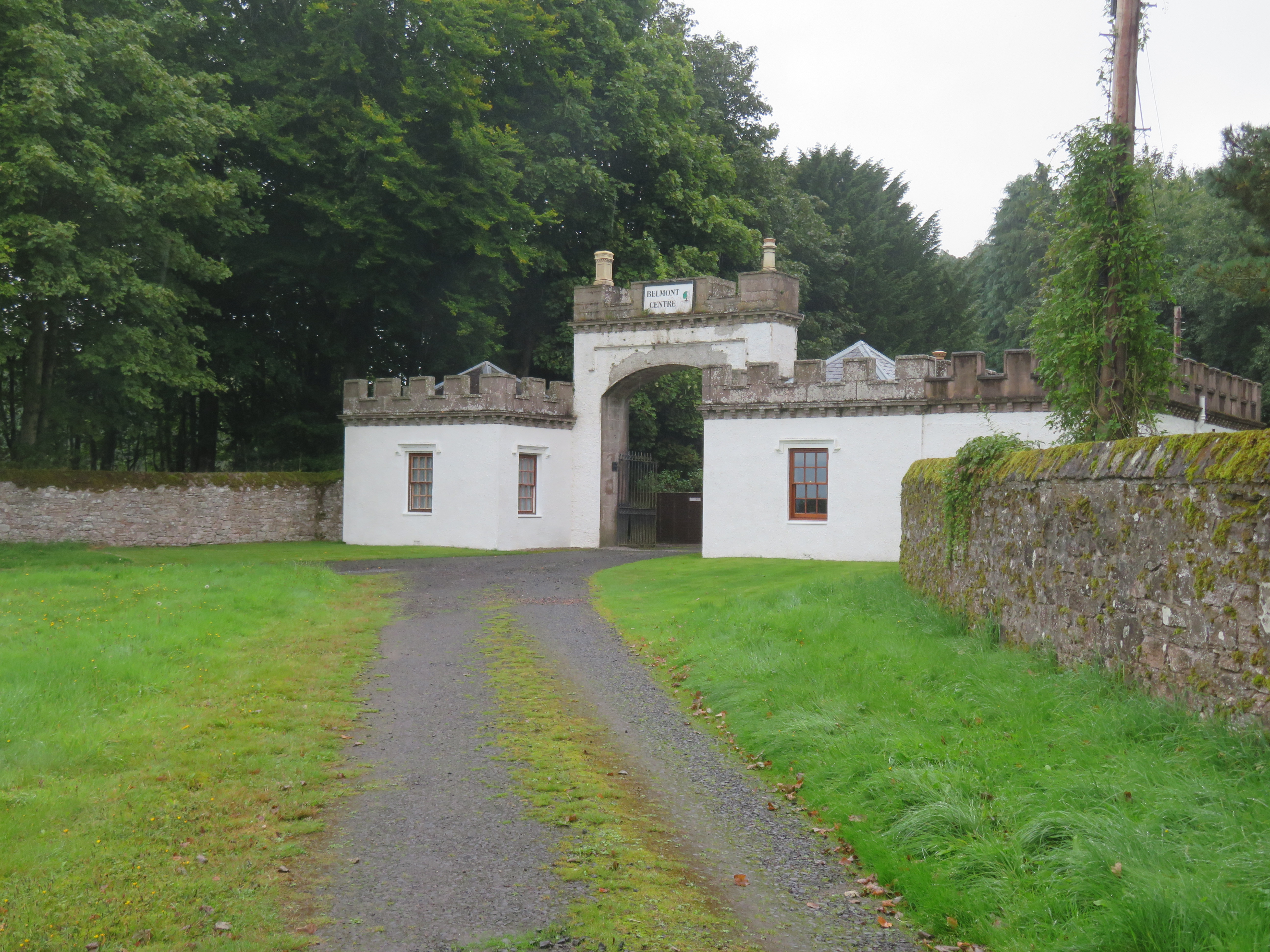
Pforte von Belmont Castle

Belmont Castle ist ein Herrenhaus am Südrand der schottischen Ortschaft Meigle in der Council Area Perth and Kinross. 1971 wurde das Bauwerk in die schottischen Denkmallisten zunächst in der Kategorie B aufgenommen. Die Hochstufung in die höchste Denkmalkategorie A erfolgte 1988.

## Geschichte
Historisch trug das Anwesen den Namen Kirkhill. Der religiöse Bezug spiegelt wider, dass die Mönche der Dunkeld Abbey die Länderei spätestens im Jahre 1501 erhielten. Um diese Zeit wurde dort ein kleiner Wehrbau errichtet. Bei diesem handelte es sich um ein schlichtes dreistöckiges Tower House, welches die Keimzelle von Belmont Castle bildete. Es ist in die heutige Struktur integriert. Bis in das 17. Jahrhundert zählte das Anwesen zu den Besitztümern der Familie Nairn of Dunsinane. Das Herrenhaus entstand ab 1752 und wurde im Laufe der Jahrhunderte mehrfach erweitert. Ursprünglich georgianisch ausgestaltet, wurde es in der ersten Hälfte des 19. Jahrhunderts tudorgotisch überarbeitet. Der britische Premierminister Henry Campbell-Bannerman lebte einst auf Belmont Castle, das heute als Seniorenheim dient.